# أوتو هوبنر
أوتو هوبنر (بالألمانية: Otto Hübner) (و. 1818 – 1877 م) هو عالم اقتصاد، ومصرفي، من الإمبراطورية الألمانية، ولد في لايبزيغ، توفي عن عمر يناهز 59 عاماً.